# شيركش السفلى (نجف أباد)
شيركش السفلى (بالفارسية: شیرکش سفلی) هي قرية تقع في إيران في Najafabad Rural District. يقدر عدد سكانها بـ 123 نسمة بحسب إحصاء 2016.